# Đinh Miên Vũ
Đinh Miên Vũ là một nhạc sĩ trước 1975, được biết đến nhiều với ca khúc "Sương Trắng Miền Quê Ngoại".

## Tiểu sử
Đinh Miên Vũ tên thật là Đinh Miên, sinh năm 1942 trong một gia đình nghèo tại làng Khuông Phò, xã Quảng Phước, huyện Quảng Điền, Thừa Thiên-Huế.
Nhập khóa 24 - Trường Bộ binh Thủ Đức năm 1967, rồi ra phục vụ tại Trung Đoàn 2, Sư Đoàn 1 Bộ Binh, trước khi biệt phái về dạy tại Trường Trung học Gia Hội, Huế.
Trong thời gian dạy học, ông học Cử nhân Luật, Cao Học Luật, ban Công Pháp.
Ca khúc nổi tiếng "Sương Trắng Miền Quê Ngoại" do ông viết năm 1970 và được Duy Khánh mua bản quyền xuất bản, thâu thanh.
Sinh ra trong một gia đình nghèo, phần lớn hành trình giáo dục của ông là tự học. Trong thời gian dạy học nhạc sĩ Đinh Miên Vũ theo học Cử Nhân Luật và Cao Học Luật, ban Công Pháp. Nhạc sĩ sáng tác không nhiều và bản nhạc nổi tiếng nhất của ông là nhạc phẩm Sương trắng miền quê ngoại,Hai quê.
Sau sự kiện 30/4/1975, nhạc sĩ Đinh Miên Vũ bị tù cải tạo tại Bình Điền cho đến năm 1981.
Ông sang định cư ở Hoa Kỳ, sống với gia đình và các con ở Mĩ cho đến khi qua đời ngày 28/7/2010 tại Fremont, California.
Nhạc sĩ qua đời 7 giờ 20 sáng ngày 04/08/2010 tại Fremont,California, Hoa Kỳ, hưởng thọ 68 tuổi.

## Sáng tác
Đinh Miên Vũ chỉ sáng tác vỏn vẹn 2 ca khúc:
1. "Sương Trắng Miền Quê Ngoại" (1970) vì bài hát này mà ông bị chính quyền của Nguyễn Văn Thiệu kỉ luật với lí do làm giảm nhuệ khí binh lính. - Duy Khánh trình bày đầu tiên.
2. "Hai Quê" khi cảm thấy buồn mỗi khi nhớ về quê hương vì ông là một con người có tài nhưng do sinh ra vào thời buổi giao thời. Ông viết bài hát này để bày tỏ nỗi nhớ qua hương Việt Nam. Dù ở Mĩ nhưng thỉnh thoảng ông thường về Việt Nam để viếng lăng ông bà và cha mẹ mình, cùng các em và cháu. Ông thường xuyên động viên và gửi tiền về xây dựng lăng tẩm ông bà, cha mẹ ở Quảng Điền - Thừa Thiên Huế. Nỗi lòng dang dở chưa báo đáp được quê hương nên ông sáng tác bài hát này. Với bao dự định dang dở nhưng số trời đã định ông qua đời vì căn bệnh ung thư. Lễ tang ông có nhiều nghệ sĩ đến viếng thăm trong đó có ca sĩ Quang Lê. Hiện nay trên mạng internet vẫn còn video lễ tang ông.- Quang Lê trình bày đầu tiên ở Hàn Quốc năm 2007 trong cuốn Paris By Night 89 - In Korea.[2]

Ca khúc "Xin Em Đừng Khóc Vu Quy" mà hiện nay nhiều nơi ghi tên tác giả là Đinh Miên Vũ - Linh Phương thật ra tác giả chính xác là Minh Phương (có trong băng nhạc Sóng Nhạc 5 trước 1975).